# Temporada do Futebol Clube do Porto de 1915–16
Na temporada do Futebol Clube do Porto de 1915–16, o clube participou em duas competições: a Taça José Monteiro da Costa e o Campeonato do Porto. Venceu ambos os torneios, primeiro o Campeonato do Porto derrotando na finalíssima o Académico por 3 a 2, e depois a Taça José Monteiro da Costa, vencendo por 2 a 0 ao Boavista. O FC Porto ainda participou num torneio quadrangular.

## Resultados
| # | Data                   | Competição                  | Fase        | Resultado | Adversário | Estádio               |
| - | ---------------------- | --------------------------- | ----------- | --------- | ---------- | --------------------- |
| 1 | 20 de novembro de 1915 | Campeonato do Porto         | 1J          | 5–1       | Académico  | —                     |
| 2 | —                      | Torneio quadrangular        | —           | 0–9       | Benfica    | —                     |
| 3 | —                      | Torneio quadrangular        | —           | 0–6       | Montriond  | —                     |
| 4 | 9 de janeiro de 1916   | Campeonato do Porto         | 2J          | 2–6       | Académico  | Campo da Constituição |
| 5 | 12 de março de 1916    | Campeonato do Porto         | Finalíssima | 3–2       | Académico  | —                     |
| 6 | 6 de maio de 1916      | Taça José Monteiro da Costa | Final       | 2–0       | Boavista   | —                     |